# Pline le Jeune
Pour les articles homonymes, voir Pline.
Pline le Jeune (tria nomina Gaius Plinius Caecilius Secundus), né en 61 ou 62 après J.-C. à Côme, en Gaule cisalpine, et mort vers 113 probablement dans la province de Bithynie et Pont, en Asie, est un avocat et homme politique romain des règnes de Titus ainsi que Trajan. Proche de celui-ci, il est nommé consul suffect en 100, devient sénateur et est nommé gouverneur de la province de Bithynie et Pont entre 111 et 113.
Écrivain à l'instar de son oncle maternel, le naturaliste Pline l'Ancien, par qui il a été adopté, il est connu principalement pour son travail littéraire qui a partiellement survécu, notamment sa correspondance.
Les Lettres de Pline sont un témoignage exceptionnel sur la vie et la pensée des cercles dirigeants de l'empire à l'époque de Nerva et de Trajan. D'autres lettres décrivent des procès ou communiquent des informations sur certains personnages, notamment celle où il raconte la mort de son oncle au cours de l'éruption du Vésuve en 79. Ses échanges avec l'empereur pendant sa légation en Pont-Bithynie sont une source historique très concrète sur l'administration d'une province de l'empire romain.

## Biographie

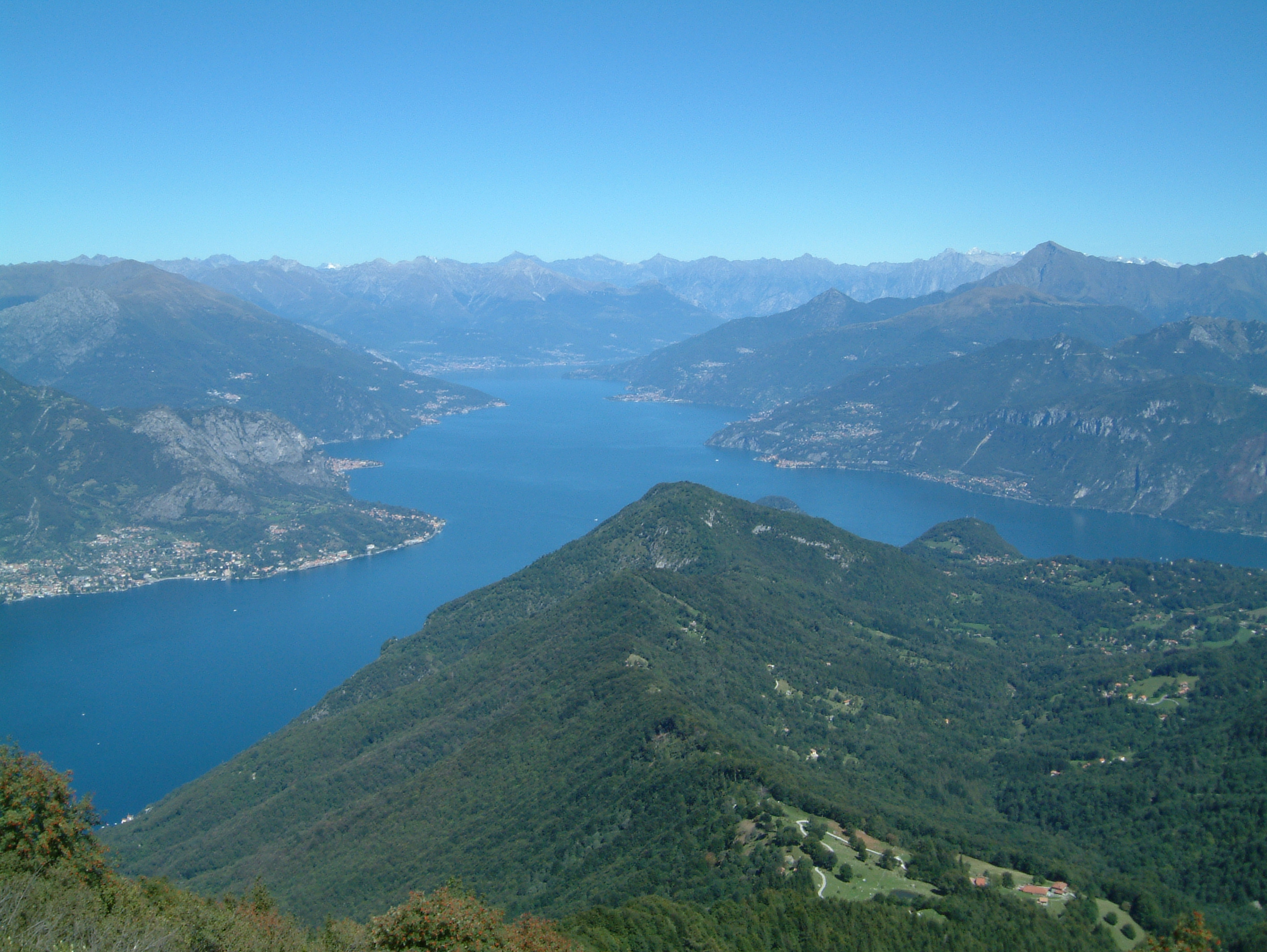
Le lac de Côme vu du Mont San Primo.

### Origines familiales
Il naît en 61 ou en 62, à Côme (Novum Comum) en Gaule cisalpine, dans le nord de l'Italie. Les Gaulois de Cisalpine ont été les derniers habitants de l'Italie à recevoir la citoyenneté romaine, en l'an 49 av. J.-C., par décision de Jules César.
Il est le fils de Lucius Caecilius Caius filius Oufentina Secundus, qui appartient à l'ordre équestre. Il reçoit le prénom de Caius.
Sa mère, qui appartient à la gens Plinia  (comme Pline l'Ancien), se nomme sans doute Plinia puisqu'il est de règle à Rome d'appeler les filles d'après le nom de leur gens (avec éventuellement un surnom). Sa famille appartient également à l'ordre équestre.
On remarque que le nom usuel sous lequel Gaius Caecilius est connu est le nom de gens de sa mère : Plinius, ce qui est dû à son adoption par Pline l'Ancien, frère de sa mère : il prend alors le nom de Gaius Plinius Lucius filius Oufentina tribu Caecilius Secundus.
Pline a une sœur (Caecilia, puisque de la gens Caecilia), probablement morte assez jeune (avant 79). Elle est mentionnée sur l'inscription qui permet aux historiens de connaitre le nom du père de Pline.

### Une famille aisée
La famille de Pline possède plusieurs domaines autour du lac de Côme (en latin lacus Larius).
Pline lui-même possédera des villas et domaines à Côme, une villa dans le Laurentinum, non loin de Rome, et une en Ombrie, (villa de Pline le Jeune in Tuscis).

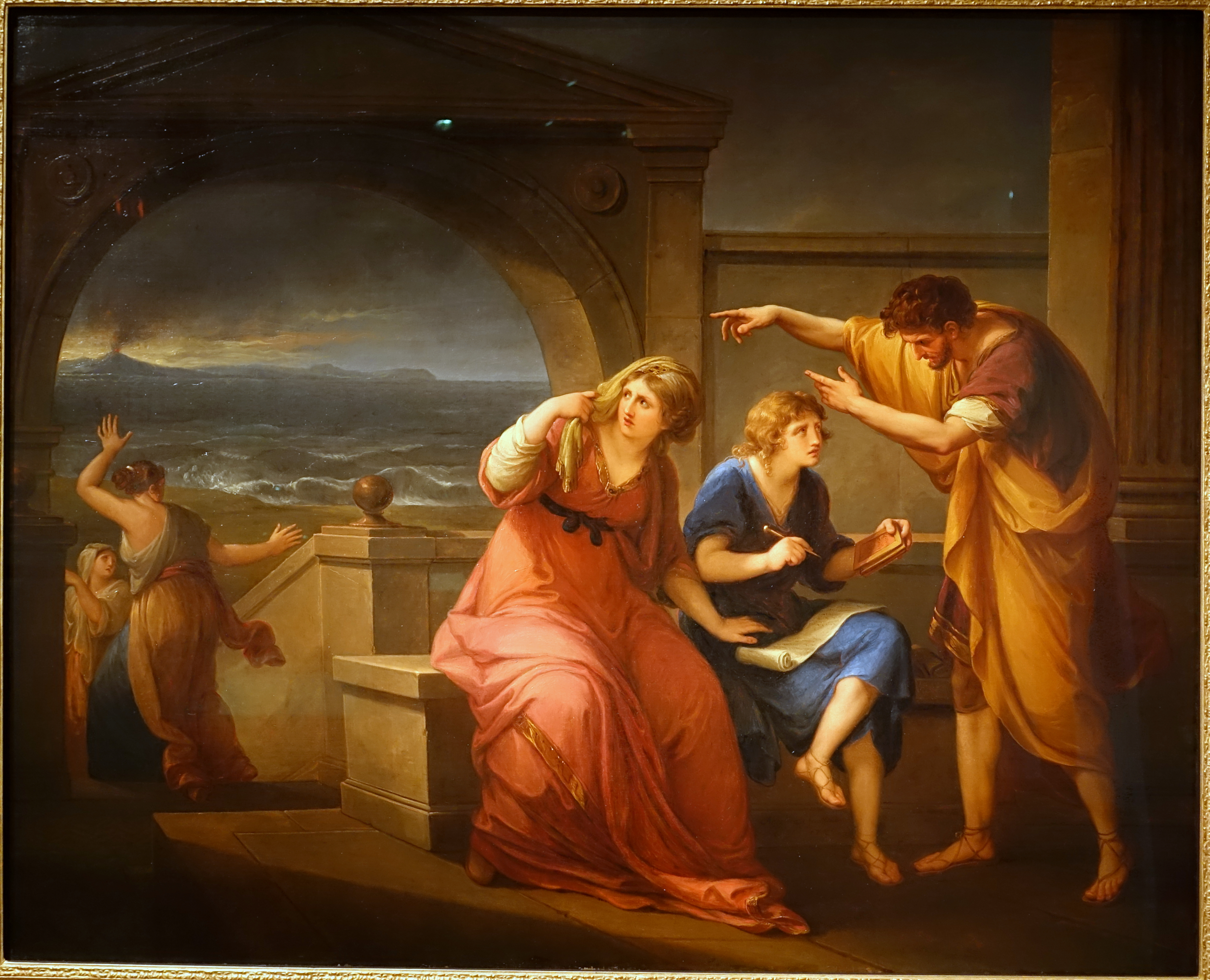
Pline le jeune et sa mère à Misenum
Angelica Kauffmann, 1785
Musée d'Art de l'université de Princeton.

### Pline l'Ancien
Après la mort prématurée de son père, Pline l'Ancien devient son mentor à Rome. Pline l'Ancien, en effet, est venu à un âge précoce à Rome et est en contact avec les grandes familles de la Ville (Urbs). Il se consacre à l'étude de la philosophie stoïcienne, entre autres, et fait de fréquentes visites au jardin botanique d'un médecin grec, ce qui a développé chez lui un intérêt durable pour les questions d'histoire naturelle. Après 52, il poursuivit des études approfondies et systématiques, écrivant plusieurs ouvrages, somme des connaissances de son temps, regroupés en 37 livres sous le titre Histoire Naturelle.
En parallèle, Pline l'Ancien mena une carrière politique bien remplie, étant conseiller personnel de l'empereur Vespasien et occupant divers postes importants dans l'administration provinciale au début des années 70. Il devint préfet de la flotte de la Méditerranée occidentale en 77. C'est d'ailleurs à ce titre qu'il stationnait à Misène en 79, lors de l'éruption du Vésuve, où Pline le Jeune et sa mère l'accompagnèrent.

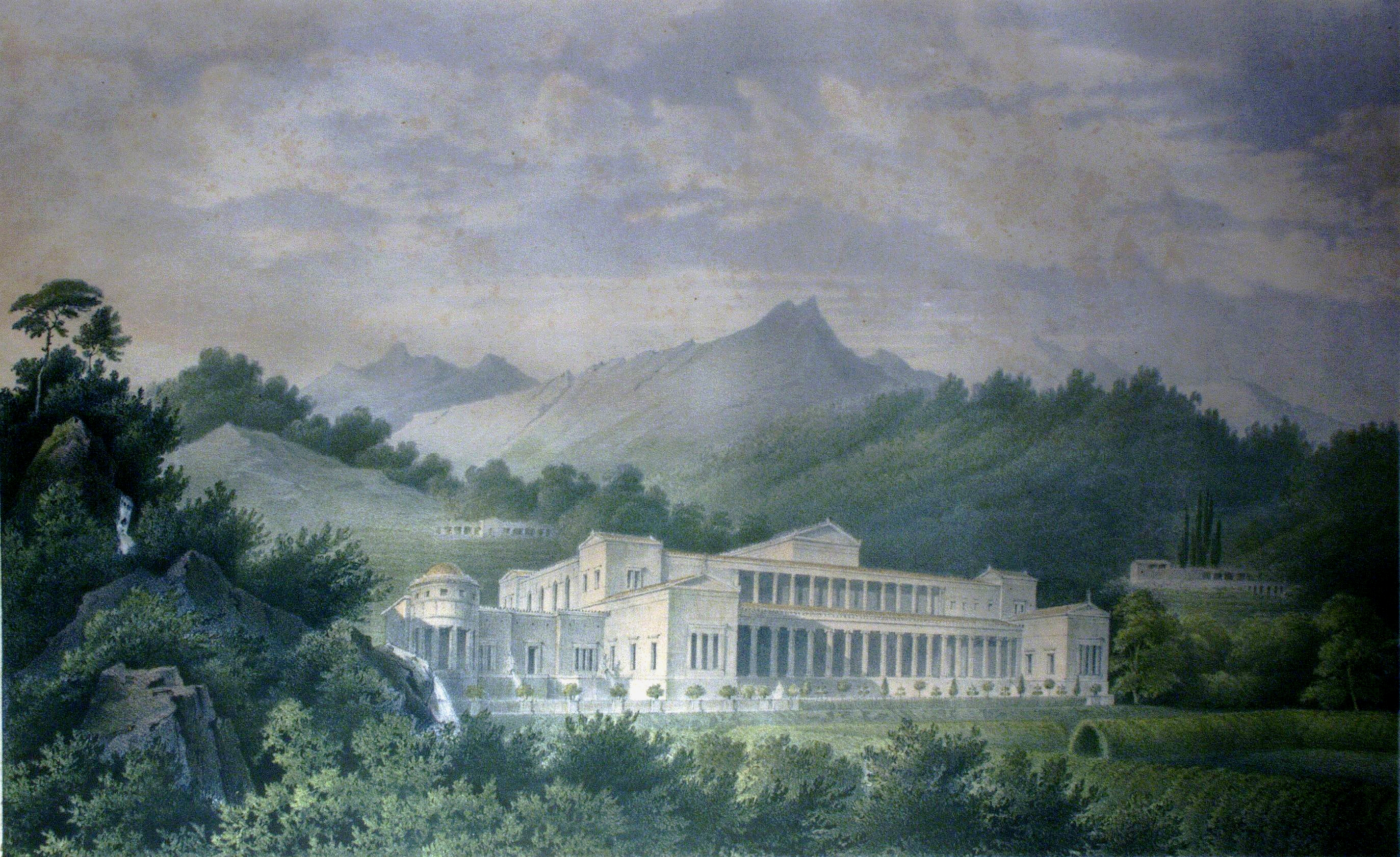
La maison d'Ombrie de Pline, reconstitution par Karl Friedrich Schinkel, 1842.

### Formation
Pline le Jeune vit d'abord à Côme puis fait ses études à Rome. Parmi ses maîtres, il y eut le célèbre professeur de rhétorique Quintilien.

### Mariages
On est certain que Pline a eu deux épouses, Venuleia (morte avant 96) et Calpurnia, mais il a peut-être été marié auparavant avec une autre femme.
Ce premier mariage hypothétique est mal documenté. Il est peut-être évoqué dans une lettre à Trajan (livre X, lettre 2) :

« J’ai donc à mes yeux obtenu l’essentiel de mes vœux puisque, aux premiers moments de ton bienheureux principat, tu as montré que j’avais droit à une bienveillance spéciale de ta part ; et je n’en désire que davantage des enfants, moi qui ai voulu en avoir, même, dans le passé, à une époque si sombre, comme peuvent t’en convaincre mes deux mariages. »

Un deuxième indice est que dans la lettre 4 du livre II, adressée à une certaine Calvina, une de ses correspondantes, il écrit qu’il a un « devoir de parenté » (adfinitatis officium) envers elle. Or, les liens d'adfinitas (c'est-à-dire de « parenté par alliance ») se forment par relation matrimoniale. Il est donc possible que Calvina appartienne à la famille de la première épouse de Pline. Ce dernier aurait conservé les liens créés par ce mariage après la mort de son épouse, comme c’est le cas après la mort de Venuleia.
Le premier mariage certain de Pline est établi avec une femme probablement nommée Venuleia, puisque issue de cette gens. Elle est la fille de Lucius Venuleius Montanus Apronianus et de Pompeia Celerina, une femme riche proche de Pline, une autre de ses correspondantes. Venuleia meurt probablement avant 96. Pline continue ensuite d'appeler Pompeia socrus (« belle-mère »)
Il épouse Calpurnia vers 103. Elle est la petite-fille d’un notable de la cité de Côme, Calpurnius Fabatus. On sait que Calpurnia fait une fausse couche vers 107.
Pline n’a jamais eu d’enfants de ses deux ou trois mariages.

### Témoin de l'éruption du Vésuve

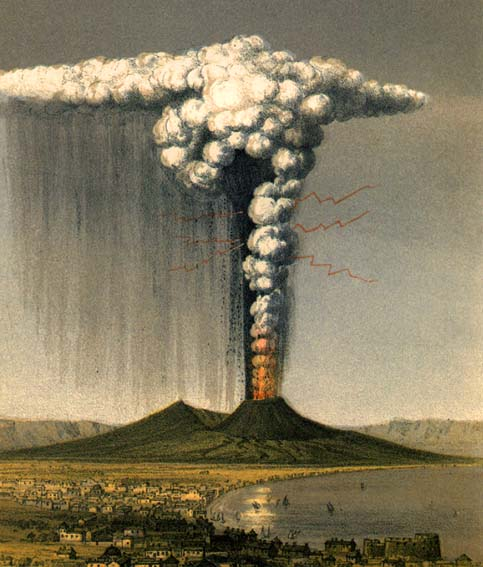
Vue d'artiste représentant l'éruption plinienne du Vésuve. Dessin de George Poulett Scrope, 1822.

Le 24 octobre 79, Pline le Jeune est un témoin direct de l'éruption du Vésuve, qu'il décrit près de vingt-cinq ans plus tard à Tacite dans deux lettres à sa demande :

« Un nuage sortait de la montagne ; il était difficile, à regarder de loin, de savoir laquelle (on apprit par la suite qu’il s’agissait du Vésuve) ; il ressemblait à un arbre et sa forme imitait plus que toute autre celle d’un pin. »

— Pline le Jeune, Lettres, VI, 16 – « À Tacite », traduction Hubert Zehnacker et Nicole Méthy, Paris, Les Belles Lettres, 2011.
Pline l'Ancien décède lors de cette catastrophe en menant les tentatives d'évacuation par la mer des populations de la baie de Naples menacées par l'éruption. Partant à bord d'un rapide navire d'abord par curiosité scientifique face à cette démonstration de la nature, il tente ensuite de secourir les populations et meurt d'asphyxie.

« En grand homme de science qu’il était, il jugea la chose importante et digne d’être examinée de plus près. Il fait appareiller un navire léger. Il m’offre, au cas où je le voudrais, la possibilité de l’accompagner ; je lui répondis que je préférais étudier […]. Il fait mettre à la mer des quadrirèmes, monte lui-même à bord, avec l’intention de porter secours non seulement à Rectina [qui l’appelle à l’aide] mais à beaucoup d’autres […]. Il gagne à la hâte un lieu dont les autres s’enfuient, maintient droit le cap et droit le gouvernail en direction du danger, ignorant à ce point la crainte que tous les mouvements de ce fléau, toutes ses formes étaient consignées par écrit sous sa dictée à mesure qu’il les saisissait du regard. »

— Pline le Jeune, Lettres, VI, 16 – « À Tacite », traduction Hubert Zehnacker et Nicole Méthy, Paris, Les Belles Lettres, 2011.
Pline le Jeune donne l'image idéale d'un sage et d'un stoïcien, rendant hommage à son oncle. La peur est guidée par la raison, et Pline l'Ancien obéit au sens du devoir et à la solidarité humaine jusqu'à la mort.

« Or c’est grâce au vent, qui, au même moment, lui était très favorable, qu’arrive mon oncle [à Stabies]. Il embrasse Pomponianus tout tremblant, le réconforte, l’encourage et, pour calmer sa crainte par sa propre tranquillité, il demande à être porté au bain ; après sa toilette, il se met à table et dîne avec gaieté ou, ce qui a autant de grandeur, avec une apparence de gaieté. […] Puis il alla dormir et dormit d’un sommeil sans doute tout à fait réel. […] On le réveille. […] On décide de sortir sur le rivage et de voir de près si la mer permettait à ce moment de tenter quelque chose. […] Appuyés sur deux jeunes esclaves, il se releva et retomba aussitôt, parce que – c’est la conclusion que j’en tire – une fumée trop épaisse avait coupé sa respiration et obstrué sa poitrine, qu’il avait naturellement faible, étroite, et souvent oppressée. […] Pendant ce temps, à Misène, moi-même, avec ma mère… »

— Pline le Jeune, Lettres, VI, 16 – « À Tacite », traduction Hubert Zehnacker et Nicole Méthy, Paris, Les Belles Lettres, 2011.
Il rapporte aussi, pour la postérité, ses propres observations et réactions lors de cette catastrophe.

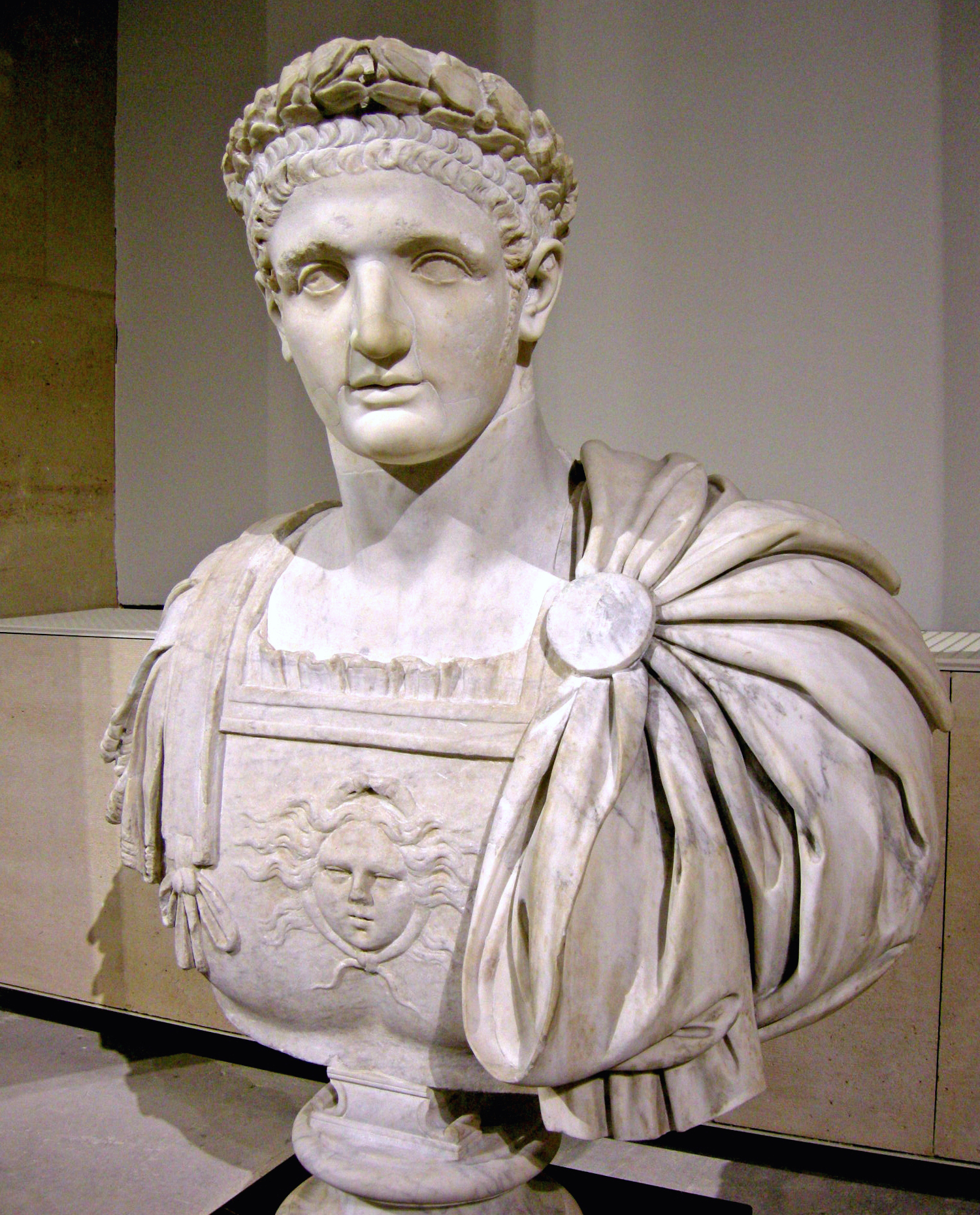
Buste de l'empereur Domitien (81-96).

« Après le départ de mon oncle, je consacrai la suite de la journée au travail […] ce furent ensuite le bain, le dîner, un sommeil agité et court. […] Voici que vient un ami de mon oncle. […] En nous voyant assis ma mère et moi, et, qui plus est, moi en train de lire, il nous fait de vifs reproches, à elle pour son inertie, à moi pour mon insouciance. […] C’est alors seulement [au lever du jour] que fut prise la décision de sortir de la ville. […] Et peu après le nuage se met à descendre sur la terre, à couvrir la mer. […] Alors ma mère se met à me supplier, à m’exhorter, à m’ordonner de m’enfuir par n’importe quel moyen ; c’était possible pour un jeune homme ; elle, alourdie par son âge et sa corpulence, aurait une mort douce si elle n’était pas la cause de ma mort. Je lui réplique que je ne serai sauvé qu’avec elle. Puis, la prenant par la main, je la force à presser le pas. Elle obéit à regret et s’accuse de me retarder. […] Un épais brouillard nous menaçait par derrière et nous suivait, se répandant sur le sol à la façon d’un torrent. […] À peine nous étions-nous assis que ce fut la nuit ; elle ne ressemblait pas à une nuit sans lune et nuageuse, mais à celle des pièces closes une fois la lumière éteinte. […] Je pourrais me vanter de n’avoir laissé échapper, au milieu de tels dangers, ni un gémissement ni une parole manquant de courage. »

— Pline le Jeune, Lettres, VI, 20 – « À Tacite », traduction Hubert Zehnacker et Nicole Méthy, Paris, Les Belles Lettres, 2011.

### Vie publique
Comme Pline l'Ancien, dans son testament, a adopté son neveu, Pline le Jeune prend le nom de Caius Plinius Lucius filius Oufentina tribu Caecilius Secundus, et hérite des biens et de la clientèle de son défunt oncle, ainsi qu'un accès aux cercles familiaux et dirigeants de l'Empire. De plus, son père naturel, avant de mourir, l'a recommandé à Lucius Verginius Rufus, alors double consul de 65 ans, qui a refusé de prendre la pourpre offerte par ses soldats par deux fois pendant l'année des quatre empereurs. Ce dernier est un soutien infaillible pendant la carrière de Pline le Jeune, jusqu'à ce qu'il meure en 97, pendant son troisième consulat. Il a aussi pour soutiens les consulaires Quintus Corellius Rufus, Titus Avidius Quietus, Titus Vestricius Spurinna et Frontin.
Les postes que Pline le Jeune a occupés pendant son cursus honorum sont difficilement datables. Nous les connaissons grâce aux lettres pliniennes et à une inscription retrouvée dans la cité de Côme.
Sous Titus, vers 80, Pline apparaît déjà comme un orateur à la Curie plaidant devant les Cent Juges.

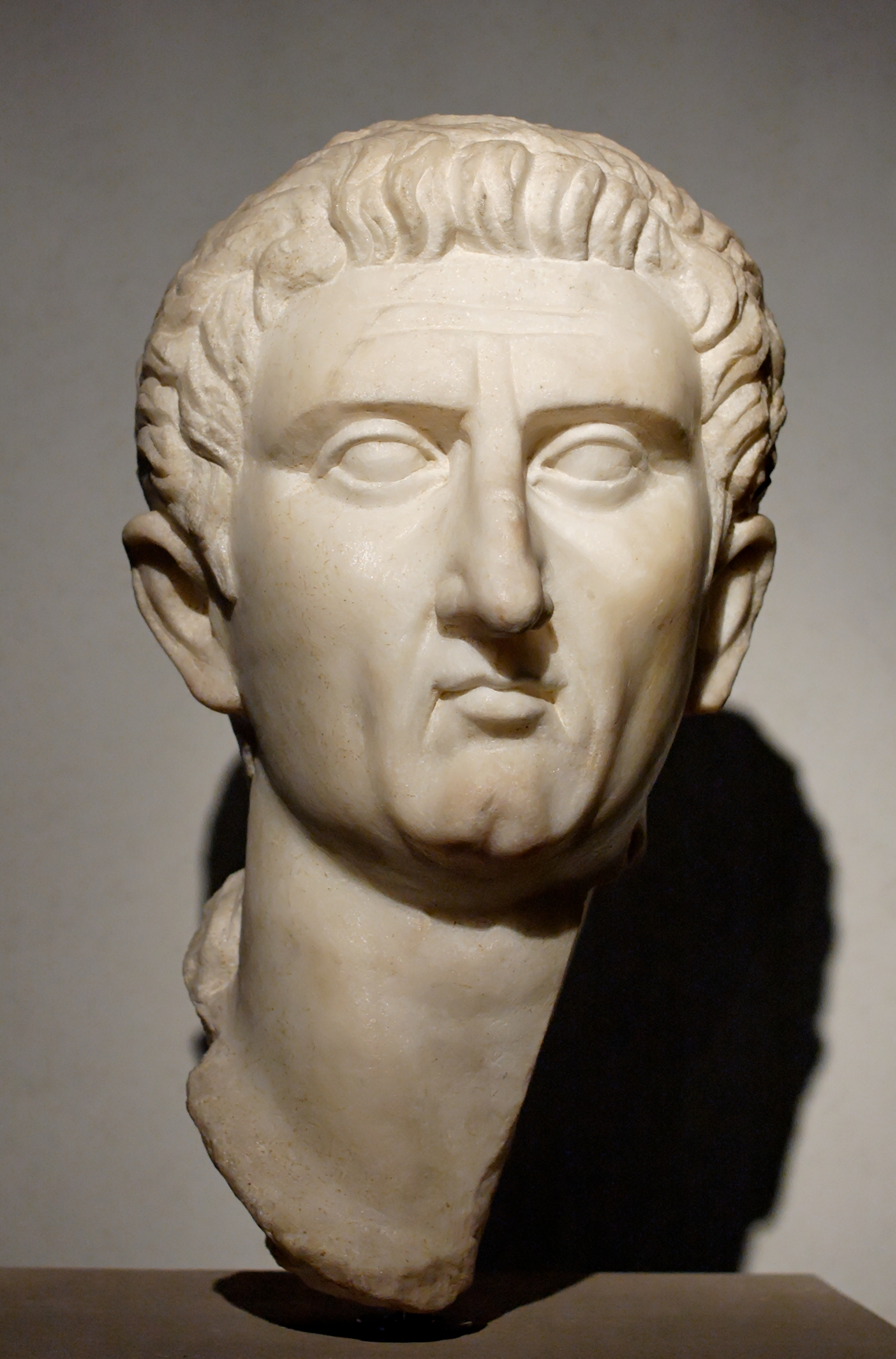
Buste de l'empereur Nerva (96 - 98).

Au début du principat de Domitien, il occupe le poste de decemvir stlitibus iudicandis, c'est-à-dire « un des dix chargés de régler les différends d’état civil ». C'est un poste du vigintivirat qui correspond au début d'une carrière sénatoriale,.
Il est tribun militaire en Syrie vers 82 dans la legio III Gallica : il en profite pour approfondir son éducation philosophique auprès des maîtres grecs qui enseignaient dans ce pays, Euphratès et Artémidore auquel il va étroitement s'attacher. Après son service militaire, il retourne à Rome et reçoit la charge de seuir equitum Romanorum, une charge qui consiste à participer à la préparation des jeux annuels en aidant notamment financièrement.
Il est ensuite questeur candidat de l’empereur, lui assurant son élection, vers 88, tribun de la plèbe vers 92 et préteur l'année suivante.
En 94, il est praefectus aerarii militaris pour un mandat de deux ans, jusqu'à la fin du règne de Domitien. Il s'occupe de l'administration du trésor militaire et des pensions versées aux anciens légionnaires.
Au début du règne de Trajan, il devient praefectus aerarii Saturni pour un mandat qui s'étend de janvier 98 à août 100, c'est-à-dire responsable du Trésor conservé dans le temple de Saturne.
En 100, il est nommé consul suffect, aux côtés de Gaius Iulius Cornutus Tertullus. Pline prononce à cette occasion devant le Sénat la gratiarum actio, discours pour remercier l’empereur de l’avoir choisi, ce qui est la règle depuis l’époque augustéenne. Ce texte, ensuite réécrit et augmenté, est connu sous le nom de Panégyrique de Trajan.
Vers 103-104, il demande à Trajan de lui permettre d'accéder à l'augurat. L'empereur répond favorablement à sa demande. Pline devient ainsi augure. Il remplace Frontin (décédé).

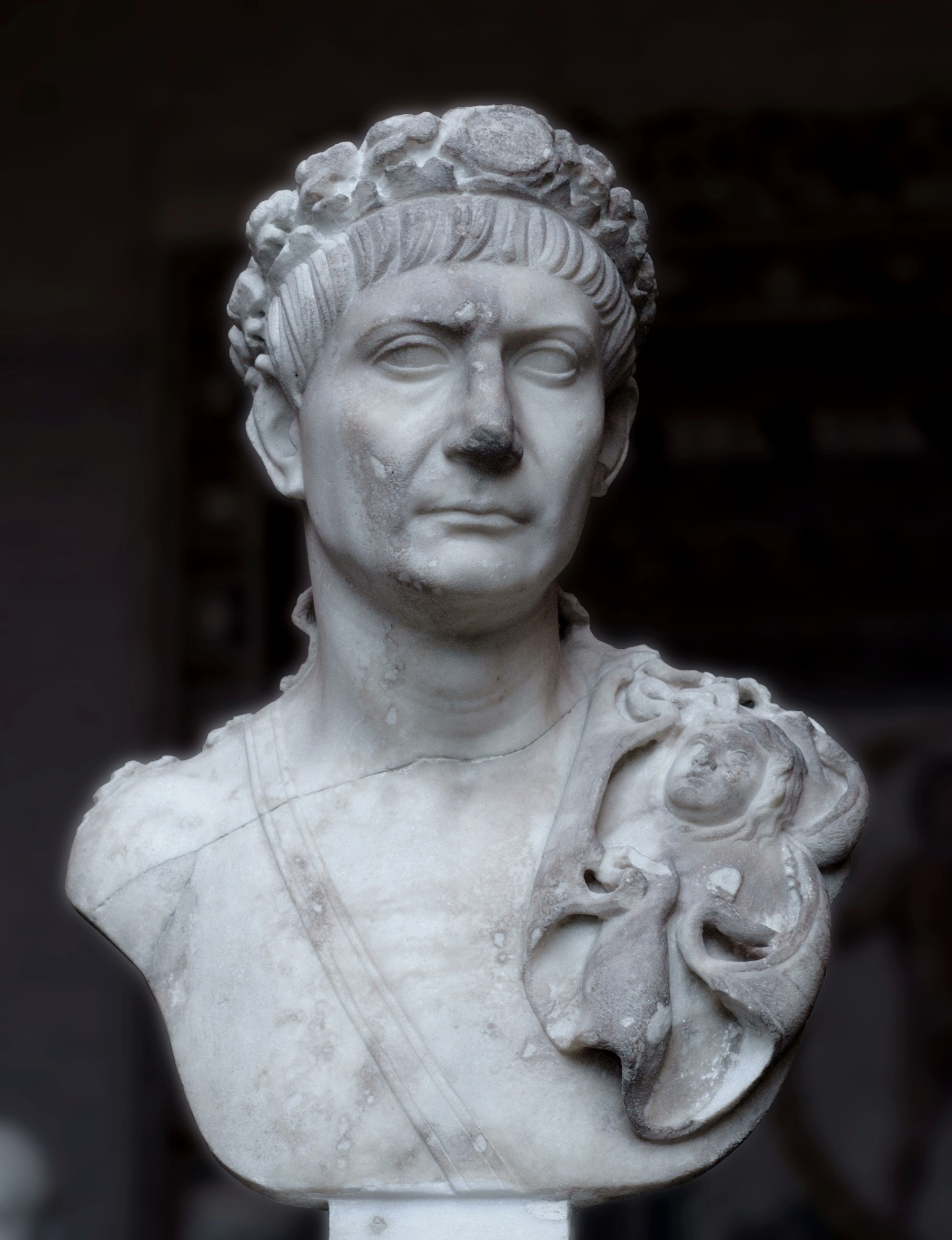
Buste de l'empereur Trajan (98-117).

Vers 104, il est responsable, comme curator alvei Tiberis et riparum et cloacarum urbis, de la supervision des égouts de Rome et du niveau d'eau du Tibre.
Enfin, entre 111 et 113, l'empereur lui donne des pouvoirs spéciaux et lui confie la province de Bithynie et Pont avec le titre de « legatus pro praetore provinciae Ponti et Bithyniae consulari potestate ». Il est l’équivalent d'un légat extraordinaire de l’empereur, doté de surcroît du titre officiel de proconsul investi, par une faveur spéciale, de la puissance consulaire, consulari potestate.
Pline est probablement mort dans la province de Bithynie et Pont vers 113.
Pline semble assez proche de Trajan comme le laisse suggérer leur correspondance et les titres que l'empereur lui octroie.

## Œuvres

### LePanégyrique de Trajan
Ce panégyrique est prononcé en septembre 100 et est une œuvre de circonstance. Il est en effet de tradition de remercier le princeps l’année où l’on est nommé consul depuis Auguste.
Ce texte est le seul discours de ce type datant du Haut Empire romain qui nous ait été conservé. Le discours officiellement prononcé est, dans la réalité, beaucoup plus court ; mais il a été remanié, considérablement augmenté puis publié par Pline lui-même vers 103, sous le titre de Panégyrique de Trajan. À son ami Vibius Severus, Pline affirme avoir voulu incarner en Trajan l'idéal de perfection proposé à la puissance impériale.

### Correspondance de Pline

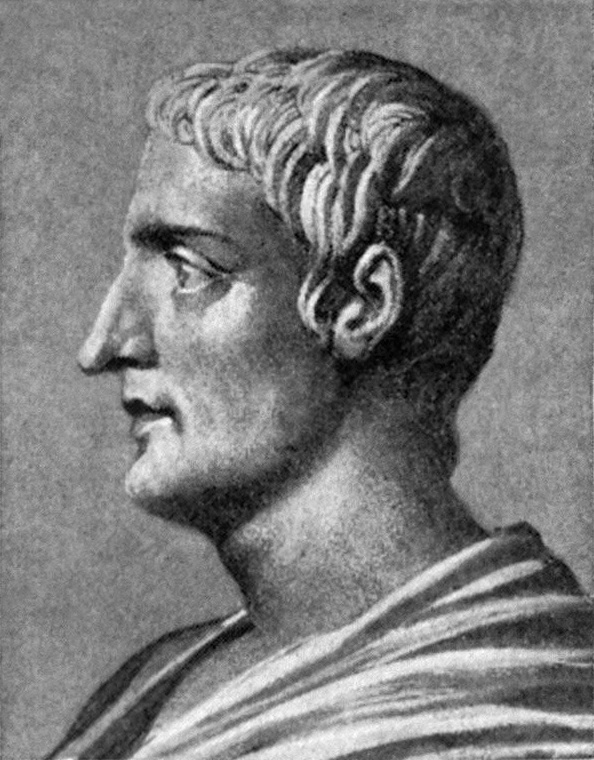
Portrait fictif de Tacite, un des principaux correspondants de Pline.

#### Correspondance réelle ou fiction littéraire
La Correspondance a questionné en ce qui concerne son authenticité puisqu’elle a été publié et retravaillé par Pline. Ainsi, on a pensé que les lettres n’étaient que des exercices littéraires. Les lettres manquent d’une certaine spontanéité et on peut y voir des œuvres artistiques ou savantes. De plus, plusieurs éléments sont mis en avant pour parler de fiction littéraire : elles ne sont pas datées, les lettres traitent d’un sujet unique et on trouve peu de traces de correspondance suivie.
Or, ces éléments ne justifient pas le manque d’authenticité de la Correspondance. Puisque l’on sait que Pline a retravaillé son œuvre épistolaire pour la publication, il a pu améliorer la littéralité de ses lettres, notamment en supprimant les indications temporelles, pour les rendre plus artistiques. De plus, Pline a choisi de ne publier que ses propres lettres mais des indications à l’intérieur de celles-ci permettent de comprendre les échanges antérieurs qu’il a eu avec son correspondant. D’autres éléments historiques nous permettent d’authentifier l’œuvre épistolaire plinienne notamment les événements dont parle l’épistolier.
Aujourd’hui, les historiens considèrent que la Correspondance est authentique et que les lettres peuvent être considérés comme des « objets d’art ».

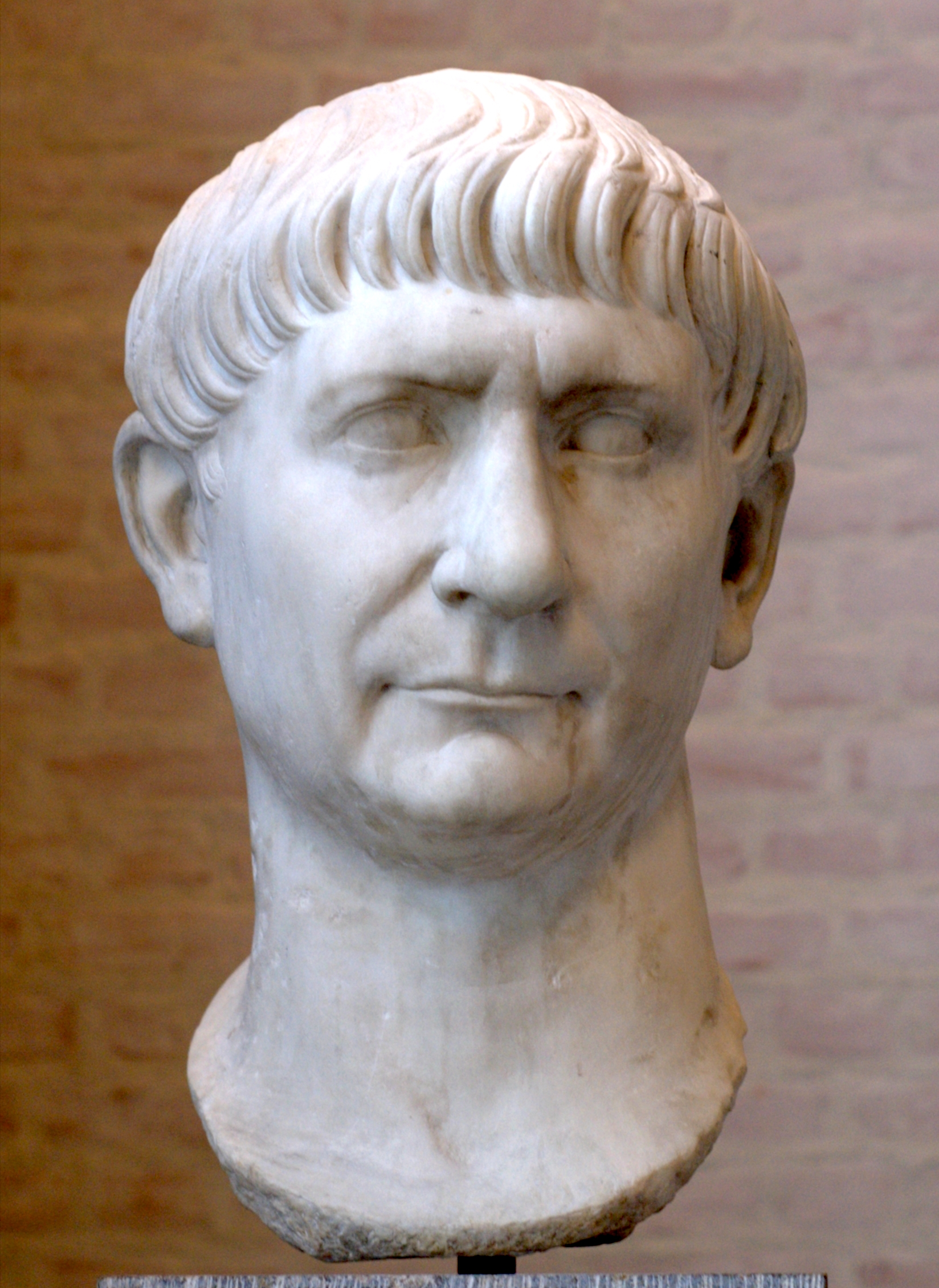
Buste de Trajan, Glyptothèque de Munich.

#### Livre X: correspondance avec Trajan
Le livre X est consacré à sa correspondance en tant que gouverneur de Bithynie et Pont avec l’empereur Trajan, auquel il demande des conseils sur les petits et les grands problèmes qu’il rencontre dans le gouvernement de sa province. C’est un monument administratif d’un intérêt particulier. Cent-vingt-quatre lettres sont rassemblées avec, parfois, la réponse impériale. Toutes les réponses ne paraissent pas de la main même de l’empereur, c’est le plus souvent la chancellerie impériale qui paraît répondre.
L'empereur emploie un ton plutôt neutre où il informe Pline de son choix. On remarque dans cette correspondance que Pline prend le parti de consulter l'empereur à de nombreuses reprises sur des sujets plus ou moins sensibles, qui ne requièrent pas toujours un avis extérieur. Pline souhaite se référer en permanence à la décision impériale. Trajan, attaché à son gouverneur de province, lui adresse les réponses souhaitées bien que parfois il demande à Pline de prendre l'initiative sur des questions qui lui semblent relever entièrement de la fonction administrative en Bithynie et Pont.
La lettre 96 a beaucoup intéressé, puisqu’elle parle des chrétiens et de leur gestion par le pouvoir romain au Haut Empire. Pline a reçu des dénonciations contre des chrétiens et il n’est pas sûr d’avoir adopté la conduite adéquate. Il se réfère donc à Trajan en lui expliquant ce qu’il a fait et en lui posant des questions. Pline a demandé aux chrétiens leurs croyances et leurs pratiques religieuses. Si les interrogés répondaient qu’ils étaient chrétiens et persistaient, après plusieurs demandes et malgré les menaces, Pline les faisait exécuter (sauf s’ils étaient citoyens romains). Les autres, Pline les laissait repartir libre. Trajan lui répond, dans la lettre 97, qu’il a bien agi et qu’il ne peut établir de règle fixe et qu’il n’est pas nécessaire de rechercher les chrétiens. Il ajoute également : « dans les cas où ils sont déférés et reconnus coupables, il faut les punir, avec toutefois cette réserve : que celui qui aura nié être chrétien et en aura effectivement donné une preuve manifeste, je veux dire en faisant offrande à nos dieux, aussi suspecte qu’ait été sa conduite passée, obtienne le pardon pour son repentir ».

#### Les correspondantes de Pline
Pline écrit dans ses Lettres à six femmes différentes. Ces dernières se nomment Pompeia Celerina, Calvina, Corellia Hispulla, Calpurnia Hispulla, Calpurnia et Corellia. Il leur envoie neuf lettres. Seules Calpurnia et Calpurnia Hispulla reçoivent plus d’une lettre : la première en reçoit trois et la seconde deux.
Les sujets de ces lettres tournent autour de l’éducation, l’économie, les propriétés et les relations notamment amoureuse lorsqu’il s’agit des lettres envoyées à sa femme Calpurnia.
Il est possible que ces six correspondantes entretiennent un lien familial avec Pline. Ainsi, il n’aurait publié que des lettres envoyées aux destinatrices de sa famille.
Ces neuf lettres permettent aux historiens d’avoir un aperçu des échanges que les Romains pouvaient entretenir avec les femmes qui les entourent. Mais, le plus intéressant, c’est le discours à l’intérieur de ces lettres puisqu’il peut informer sur la manière dont s’exprime un Romain avec une Romaine.
Il existe une dixième lettre dans la Correspondance adressée à une femme. Cette lettre III, 10, est un cas unique dans l’œuvre puisqu’elle est envoyée à un homme et une femme (Vestricius Spurinna et Cottia).